# Ernst Wille (Politiker)
Ernst Wille (* 20. April 1894 in Groß-Ottersleben; † 27. Mai 1944 im KZ Neuengamme) war SPD-Politiker und Widerstandskämpfer gegen den Nationalsozialismus.

## Leben
Wille erwarb die mittlere Reife und absolvierte eine kaufmännische Lehre in Magdeburg. 1913 trat er der SPD bei.
1914 wurde er zum Militärdienst eingezogen. Er geriet während des Ersten Weltkrieges in französische Kriegsgefangenschaft, aus der er erst 1920 zurückkehrte.
Er wurde zum Vorsitzenden der SPD-Ortsgruppe Groß-Ottersleben gewählt. Wille gehörte 1924 zu den Begründern des Reichsbanner Schwarz-Rot-Gold, welches sich den Schutz der Weimarer Republik zum Ziel gesetzt hatte. Von 1924 bis 1933 war er Leiter des Gaus Magdeburg-Anhalt dieser Organisation. Er engagierte sich stark gegen den aufkommenden Nationalsozialismus. Bei einem Aufenthalt Adolf Hitlers 1932 soll er erfolglos ein Attentat geplant haben.
Im Frühjahr 1933 wurde er mehrfach kurz verhaftet, kam jedoch wieder frei. Arbeitslos geworden gründete er eine Gaststätte im überwiegend von Arbeitern bewohnten Magdeburger Stadtteil Buckau. Die Gaststätte entwickelte sich zum Treffpunkt der illegal gewordenen Sozialdemokraten. Nach einer erneuten Verhaftung wurde er im Rahmen der Kriegs-Sonderaktion im September 1939 im KZ Buchenwald inhaftiert. Zunächst musste er Misshandlungen erdulden. Er wurde dann jedoch im Baubüro eingesetzt, was seine Situation deutlich verbesserte. Im April 1943 wurde er entlassen. Ein Angebot der SS, seine Arbeit im KZ als Zivilist weiterzuführen, lehnte er ab.
Er kehrte nach Magdeburg zurück und nahm eine Beschäftigung bei den Härtol-Werken an.
Im Dezember 1943 wurde er erneut verhaftet, da er wegen des Attentats von 1932 denunziert worden war. Zunächst war er im Gestapo-Auffanglager Magdeburg-Rothensee inhaftiert und wurde dann im März 1944 in das KZ Neuengamme gebracht. Vermutlich war der Vermerk „Rückkehr unerwünscht“ angebracht worden, was einer direkten Anweisung zum Mord gleichkam. Zumindest verstarb Wille, obwohl in Rothensee noch bei guter Gesundheit, kurz darauf.

## Ehrungen
Die Stadt Magdeburg, zu der auch Groß-Ottersleben heute gehört, hat ihm zu Ehren eine Straße (Ernst-Wille-Straße) und eine Sekundarschule benannt. Seit 2010 ist vor der ehemaligen Gaststätte Willes Klosterbergestraße 30/Coquistraße 4 ein Stolperstein für Ernst Wille verlegt.